# New Haven (West Virginia)
New Haven is een plaats (town) in de Amerikaanse staat West Virginia, en valt bestuurlijk gezien onder Mason County.

## Demografie
Bij de volkstelling in 2000 werd het aantal inwoners vastgesteld op 1559.
In 2006 is het aantal inwoners door het United States Census Bureau geschat op 1527, een daling van 32 (-2.1%).

## Geografie
Volgens het United States Census Bureau beslaat de plaats een oppervlakte van
3,3 km², waarvan 2,8 km² land en 0,5 km² water. New Haven ligt op ongeveer 183 m boven zeeniveau.

## Plaatsen in de nabije omgeving
De onderstaande figuur toont nabijgelegen plaatsen in een straal van 8 km rond New Haven.